# 譚凱元
谭凱元（2001年8月19日—）是一名中華人民共和国足球运动员，目前為自由身球員員，司职中场。
谭凱元在2020年中国足球超级联赛赛季升入广州足球俱乐部一线队，并在2020年7月25日廣州恆大2-0战胜上海申花足球俱乐部的比赛上首秀。